# Pat Courtney
Pat Courtney (5 febbraio 1941) è un ex calciatore irlandese, di ruolo difensore.

## Carriera
Courtney trascorse quasi tutta l'intera carriera agonistica in forza allo Shamrock Rovers. Con i Rovers vinse la A Division 1963-1964 (Irlanda), ottenendo il diritto di partecipare alla Coppa dei Campioni 1964-1965. Dalla competizione continentale Courtney e compagni furono poi estromessi al primo turno dal Rapid Vienna.
Courtney in campionato durante la sua militanza con i Rovers ottenne inoltre cinque secondi posti, di cui quello nella stagione 1970-1971 fu ottenuto a seguito della sconfitta nello spareggio per il titolo nazionale contro il Cork Hibernians.
Oltre al titolo nel 1964 Courtney con i Rovers vinse sette FAI Cup, di cui sei consecutive, cinque League of Ireland Shield, di cui quattro consecutive, due Dublin City Cup, due Leinster Senior Cup, una Top Four Cup e la prima edizione della Blaxnit Cup.
Con i Rovers, nell'estate 1967, Courtney disputò il campionato nordamericano organizzato dalla United Soccer Association: accadde infatti che tale campionato fu disputato da formazioni europee e sudamericane per conto delle franchigie ufficialmente iscritte al campionato, che per ragioni di tempo non avevano potuto allestire le proprie squadre. Lo Shamrock rappresentò i Boston Rovers, e chiuse al sesto ed ultimo posto della Eastern Division, con 2 vittorie, 3 pareggi e 7 sconfitte, non qualificandosi per la finale (vinta dai Los Angeles Wolves, rappresentati dai Wolverhampton).

## Palmarès

### Club
- Campionato irlandese di calcio: 1

Shamrock Rovers: 1964
- Coppa d'Irlanda: 7

Shamrock Rovers: 1962, 1964, 1965, 1966, 1967, 1968, 1969
- League of Ireland Shield: 5

Shamrock Rovers: 1963, 1964, 1965, 1966, 1968
- Dublin City Cup: 2

Shamrock Rovers: 1964, 1967
- Leinster Senior Cup: 2

Shamrock Rovers: 1964, 1969
- Top Four Cup: 1

Shamrock Rovers: 1965
- Blaxnit Cup: 1

Shamrock Rovers: 1968